# دايفيد ديكر
دايفيد ديكر (بالهولندية: David Dekker)‏ (و. 1998  م) هو دراج هولندي، ولد في آمرسفورت.

## التصنيف
| السنة     | 2019 | 2020 | 2021 | 2022 | 2023 | 2024 |
| --------- | ---- | ---- | ---- | ---- | ---- | ---- |
| عالمي     | 982  | 254  | 1026 | -    | 490  | 702  |
| أوروبا    | 707  | 209  | 763  | -    | -    | -    |
|           |      |      |      |      |      |      |
| مصدر: UCI |      |      |      |      |      |      |

## سجل الفوز

### سباقات أو مراحل فاز بها
| التاريخ        | السباق                             | المركز                  |
| -------------- | ---------------------------------- | ----------------------- |
| 29 فبراير 2020 | ستير فان زوول 2020                 | الفائز في التصنيف العام |
| 03 مارس 2020   | لو سامين 2020                      | المركز الثالث           |
| 08 مارس 2020   | دوربينوكلوب روكفين 2020            | الفائز في التصنيف العام |
| 27 فبراير 2021 | طواف الإمارات 2021                 | الفائز في ترتيب النقاط  |
| 15 أغسطس 2021  | طواف بولندا 2021                   | العاشر في تصنيف النقاط  |
| 15 فبراير 2023 | طواف عمان 2023                     | العاشر في تصنيف النقاط  |
| 03 مارس 2024   | جائزة جان بيير مونسيري الكبرى 2024 | المركز الثالث           |